# 잉 양 트윈스

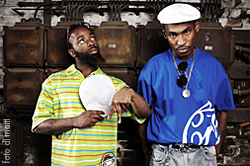
Ying Yang Twins

잉 양 트윈스(영어: Ying Yang Twins)는 미국의 힙합 그룹가수이다.